# Алберт Кейп
Алберт Якобсзоон Кейп е един от големите нидерландски пейзажни художници на XVII век. Син е на известния портретист Якоб Геритсзоон Кейп.

## Биография
Алберт Кейп е се ражда и умира в град Дордрехт. Цялото му семейство са били хора на изкуството – художници, музиканти, писатели. Изключение правят само дядо му и чичо му, които са били стъклописци. Кейп е бил сравнително богат и оставя голямо по обем творчество. Твори активно до 1658 година, когато се жени за Корнелия Бошман. След това постъпва на работа в Реформираната църква. По-късно става член на Висшия съд на Нидерландия. Умира на 15 ноември 1691 година и е погребан в църквата на свети Августин в Дордрехт.

## Творчество
Отличителна черта в картините на Кейп е изобразяването на слънчевата светлина, която изпълва цялото платно. Пейзажите, нарисувани от него, създават чувство за пространственост и лекота, а цветовете са наситени. Много от пейзажите му са изображения на реално съществуващи места в Нидерландия, нарисувани по залез или изгрев слънце. Освен много картини, Алберт Кейп е сътворил голямо количество рисунки и скици, доказващи майсторството му. Често една такава скица е служела като основа за няколко картини.
По-известни картини:
- Залез след дъжд, 1648 – 52 година
- Морето на лунна светлина, ок. 1648 година
- Залез над реката, 1650 година
- Изглед от Скравен-Деел, ок. 1645 година
- Пейзаж около Реенен, ок. 1650 – 55 година Картината в сайта на Лувъра Архив на оригинала от 2007-09-30 в Wayback Machine.
- Млади пастири с крави, ок. 1650 година